# Élections présidentielles sous la Cinquième République en Guyane
Depuis l'adoption de la Constitution de la Cinquième République française en 1958, dix élections présidentielles ont eu lieu afin d'élire le président de la République. Cette page présente les résultats de ces élections en Guyane.

## Synthèse des résultats du second tour
Hormis en 1981, où Valéry Giscard d'Estaing arrive très largement en tête du second tour alors qu'il est devancé au niveau national par François Mitterrand, la Guyane vote généralement de façon similaire au reste de la France.
| année | Répartition des exprimés | Répartition des exprimés | Participation (% des inscrits) | Blancs ou nuls (% des votants) |

| 2017 | Emmanuel Macron (64,89 %) (France : 66,10 %) | Marine Le Pen (35,11 %) (France : 33,90 %) | 41,78 % (France : 77,77 %) | 5,47 % (France : 2,47 %) |

| 2012 | François Hollande (62,05 %) (France : 51,64 %) | Nicolas Sarkozy (37,95 %) (France : 48,36 %) | 50,95 % (France : 80,35 %) | 4,48 % (France : 5,82 %) |

| 2007 | Nicolas Sarkozy (53,08 %) (France : 53,06 %) | Ségolène Royal (46,92 %) (France : 46,94 %) | 58,76 % (France : 83,97 %) | 3,58 % (France : 4,20 %) |

| 2002 | Jacques Chirac (89,09 %) (France : 82,21 %) | J.-M. Le Pen (10,91 %) (France : 17,79 %) | 46,76 % (France : 79,71 %) | 2,28 % (France : 3,38 %) |

| 1995 | Jacques Chirac (57,43 %) (France : 52,64 %) | Lionel Jospin (42,57 %) (France : 47,36 %) | 42,92 % (France : 78,38 %) | 4,83 % (France : 2,81 %) |

| 1988 | François Mitterrand (60,39 %) (France : 54,02 %) | Jacques Chirac (39,61 %) (France : 45,98 % %) | 56 % (France : 81,35 %) | 3,3 % (France : 2,00 %) |

| 1981 | François Mitterrand (33,68 %) (France : 51,76 %) | Valéry Giscard d'Estaing (66,32 %) (France : 48,24 %) | 43,99 % (France : 81,09 %) | 2,86 % (France : 1,62 %) |

| 1974 | Valéry Giscard d'Estaing (53,07 %) (France : 50,81 %) | François Mitterrand (46,93 %) (France : 49,19 %) | 48,9 % (France : 84,23 %) | 2,49 % (France : 0,92 %) |

| 1969 | Georges Pompidou (73,58 %) (France : 58,21 %) | Alain Poher (26,42 %) (France : 41,79 %) | 45,69 % (France : 77,59 %) | 2,1 % (France : 1,29 %) |

| 1965 | Charles de Gaulle (69,21 %) (France : 55,20 %) | François Mitterrand (30,79 %) (France : 44,80 %) | 61,89 % (France : 84,75 %) | 2,01 % (France : 1,01 %) |

|  | ▲ |

## Résultats détaillés par scrutin

### 2017
Le premier tour de l'élection présidentielle de 2017 voit s'affronter onze candidats. Emmanuel Macron arrive en tête devant Marine Le Pen et tous deux se qualifient pour le second tour. Néanmoins, avec François Fillon et Jean-Luc Mélenchon, les scores des quatre candidats ayant recueilli le plus de voix sont serrés (4,43 points entre le 1er et le 4e). Pour la première fois, aucun des candidats des deux partis politiques pourvoyeurs jusque-là des présidents de la Ve République, n'est présent au second tour. Celui-ci se tient le dimanche 7 mai et se solde par la victoire d'Emmanuel Macron, avec un total de 20 753 798 bulletins de vote en sa faveur, soit 66,10 % des suffrages exprimés, face à la candidate du Front national, qui recueille 33,90 %. Le scrutin est néanmoins marqué par une forte abstention et par un record de votes blancs ou nuls.
En Guyane, Jean-Luc Mélenchon arrive en tête du premier tour avec 24,71 % des exprimés, suivi de Marine Le Pen (24,3 %), Emmanuel Macron (18,75 %), François Fillon (14,66 %) et Benoît Hamon (5,7 %). Au second tour, les électeurs ont voté à 64,89 % pour Emmanuel Macron contre 35,11 % pour Marine Le Pen avec un taux de participation de 41,78 % des inscrits.
|             | LFI         | Jean-Luc Mélenchon    | 6 633  | 24,71 %    |        |            |  |  |
|             | FN          | Marine Le Pen         | 6 521  | 24,3 %     | 11 777 | 35,11 %    |  |  |
|             | EM          | Emmanuel Macron       | 5 031  | 18,75 %    | 21 769 | 64,89 %    |  |  |
|             | LR          | François Fillon       | 3 935  | 14,66 %    |        |            |  |  |
|             | PS          | Benoît Hamon          | 1 529  | 5,7 %      |        |            |  |  |
|             | NPA         | Philippe Poutou       | 1 405  | 5,23 %     |        |            |  |  |
|             | UPR         | François Asselineau   | 480    | 1,79 %     |        |            |  |  |
|             | DLF         | Nicolas Dupont-Aignan | 472    | 1,76 %     |        |            |  |  |
|             | LO          | Nathalie Arthaud      | 462    | 1,72 %     |        |            |  |  |
|             | RES         | Jean Lassalle         | 273    | 1,02 %     |        |            |  |  |
|             | SP          | Jacques Cheminade     | 98     | 0,37 %     |        |            |  |  |
|             |             |                       |        |            |        |            |  |  |
|             |             |                       | Nombre | % inscrits | Nombre | % inscrits |  |  |
| Inscrits    | Inscrits    | Inscrits              | 92 935 |            | 92 601 |            |  |  |
| Abstentions | Abstentions | Abstentions           | 61 010 | 65,65 %    | 53 916 | 58,22 %    |  |  |
| Votants     | Votants     | Votants               | 31 925 | 34,35 %    | 38 685 | 41,78 %    |  |  |
|             |             |                       |        |            |        |            |  |  |
|             |             |                       |        | % votants  |        | % votants  |  |  |
| Blancs      | Blancs      | Blancs                | 3 831  | 4,12 %     | 3 570  | 3,86 %     |  |  |
| Nuls        | Nuls        | Nuls                  | 1 255  | 1,35 %     | 1 569  | 1,69 %     |  |  |
| Exprimés    | Exprimés    | Exprimés              | 26 839 | 28,88 %    | 33 546 | 36,23 %    |  |  |

### 2012
Hollande, désigné par le PS à la suite d'une primaire ouverte, devance Sarkozy dès le premier tour de l'élection présidentielle de 2012 : c'est la première fois qu'un président sortant est ainsi devancé. Au second tour, Sarkozy est battu mais par un écart plus faible qu'attendu.
En Guyane, François Hollande arrive en tête du premier tour avec 42,61 % des exprimés, suivi de Nicolas Sarkozy (27,19 %), Marine Le Pen (10,48 %), Jean-Luc Mélenchon (7,89 %) et François Bayrou (6,23 %). Au second tour, les électeurs ont voté à 62,05 % pour François Hollande contre 37,95 % pour Nicolas Sarkozy avec un taux de participation de 57,21 % des inscrits.
|                | PS             | François Hollande     | 15 943 | 42,61 %    | 25 880 | 62,05 %    |  |  |
|                | UMP            | Nicolas Sarkozy       | 10 174 | 27,19 %    | 15 830 | 37,95 %    |  |  |
|                | FN             | Marine Le Pen         | 3 920  | 10,48 %    |        |            |  |  |
|                | FG             | Jean-Luc Mélenchon    | 2 952  | 7,89 %     |        |            |  |  |
|                | MoDem          | François Bayrou       | 2 329  | 6,23 %     |        |            |  |  |
|                | EELV           | Éva Joly              | 843    | 2,25 %     |        |            |  |  |
|                | NPA            | Philippe Poutou       | 479    | 1,28 %     |        |            |  |  |
|                | DLF            | Nicolas Dupont-Aignan | 416    | 1,11 %     |        |            |  |  |
|                | LO             | Nathalie Arthaud      | 208    | 0,56 %     |        |            |  |  |
|                | SP             | Jacques Cheminade     | 148    | 0,4 %      |        |            |  |  |
|                |                |                       |        |            |        |            |  |  |
|                |                |                       | Nombre | % inscrits | Nombre | % inscrits |  |  |
| Inscrits       | Inscrits       | Inscrits              | 76 874 |            | 77 089 |            |  |  |
| Abstentions    | Abstentions    | Abstentions           | 37 706 | 49,05 %    | 32 988 | 42,79 %    |  |  |
| Votants        | Votants        | Votants               | 39 168 | 50,95 %    | 44 101 | 57,21 %    |  |  |
|                |                |                       |        |            |        |            |  |  |
|                |                |                       |        | % votants  |        | % votants  |  |  |
| Blancs ou nuls | Blancs ou nuls | Blancs ou nuls        | 1 756  | 4,48 %     | 2 391  | 5,42 %     |  |  |
| Exprimés       | Exprimés       | Exprimés              | 37 412 | 95,52 %    | 41 710 | 95,52 %    |  |  |

### 2007
Au premier tour de l'élection présidentielle de 2007, Sarkozy réussit à capter une partie des voix de Le Pen et arrive largement en tête. Royal est la première femme qualifiée pour le second tour d'une élection présidentielle. Elle est battue avec une avance de 6 points.
En Guyane, Nicolas Sarkozy arrive en tête du premier tour avec 41,35 % des exprimés, suivi de Ségolène Royal (32,53 %), François Bayrou (12,51 %), Jean-Marie Le Pen (5,51 %) et Olivier Besancenot (2,57 %). Au second tour, les électeurs ont voté à 53,08 % pour Nicolas Sarkozy contre 46,92 % pour Ségolène Royal avec un taux de participation de 63,47 % des inscrits.
|                | UMP            | Nicolas Sarkozy      | 14 650 | 41,35 %    | 20 311 | 53,08 %    |  |  |
|                | PS             | Ségolène Royal       | 11 526 | 32,53 %    | 17 954 | 46,92 %    |  |  |
|                | UDF            | François Bayrou      | 4 431  | 12,51 %    |        |            |  |  |
|                | FN             | Jean-Marie Le Pen    | 1 953  | 5,51 %     |        |            |  |  |
|                | LCR            | Olivier Besancenot   | 911    | 2,57 %     |        |            |  |  |
|                | LV             | Dominique Voynet     | 533    | 1,5 %      |        |            |  |  |
|                | ÉCO            | José Bové            | 505    | 1,43 %     |        |            |  |  |
|                | LO             | Arlette Laguiller    | 346    | 0,98 %     |        |            |  |  |
|                | PCF            | Marie-George Buffet  | 220    | 0,62 %     |        |            |  |  |
|                | MPF            | Philippe de Villiers | 191    | 0,54 %     |        |            |  |  |
|                | CPNT           | Frédéric Nihous      | 103    | 0,29 %     |        |            |  |  |
|                | PT             | Gérard Schivardi     | 59     | 0,17 %     |        |            |  |  |
|                |                |                      |        |            |        |            |  |  |
|                |                |                      | Nombre | % inscrits | Nombre | % inscrits |  |  |
| Inscrits       | Inscrits       | Inscrits             | 62 526 |            | 62 727 |            |  |  |
| Abstentions    | Abstentions    | Abstentions          | 25 783 | 41,24 %    | 22 917 | 36,53 %    |  |  |
| Votants        | Votants        | Votants              | 36 743 | 58,76 %    | 39 810 | 63,47 %    |  |  |
|                |                |                      |        |            |        |            |  |  |
|                |                |                      |        | % votants  |        | % votants  |  |  |
| Blancs ou nuls | Blancs ou nuls | Blancs ou nuls       | 1 315  | 3,58 %     | 1 545  | 3,88 %     |  |  |
| Exprimés       | Exprimés       | Exprimés             | 35 428 | 96,42 %    | 38 265 | 96,12 %    |  |  |

### 2002
Après cinq années de cohabitation, un duel est attendu entre Chirac et le Premier ministre Jospin lors de l'élection présidentielle de 2002, mais, à la surprise générale, ce dernier est devancé par Le Pen au premier tour. Au second tour, Chirac bénéficie du ralliement de la gauche et reçoit un score sans précédent. Il s'agit de la première élection pour un mandat de cinq ans et non plus sept.
En Guyane, Christiane Taubira arrive en tête du premier tour avec 52,73 % des exprimés, suivi de Jacques  Chirac (19 %), Lionel  Jospin (10,59 %), Jean-Marie  Le Pen (4,99 %) et Jean-Pierre  Chevenement (2,48 %). Au second tour, les électeurs ont voté à 89,09 % pour Jacques  Chirac contre 10,91 % pour Jean-Marie  Le Pen avec un taux de participation de 45,06 % des inscrits.
|                | PRG            | Christiane Taubira      | 12 479 | 52,73 %    |        |            |  |  |
|                | RPR            | Jacques Chirac          | 4 496  | 19 %       | 19 726 | 89,09 %    |  |  |
|                | PS             | Lionel Jospin           | 2 506  | 10,59 %    |        |            |  |  |
|                | FN             | Jean-Marie Le Pen       | 1 180  | 4,99 %     | 2 416  | 10,91 %    |  |  |
|                | MDC            | Jean-Pierre Chevènement | 586    | 2,48 %     |        |            |  |  |
|                | LV             | Noël Mamère             | 455    | 1,92 %     |        |            |  |  |
|                | UDF            | François Bayrou         | 401    | 1,69 %     |        |            |  |  |
|                | LO             | Arlette Laguiller       | 310    | 1,31 %     |        |            |  |  |
|                | LCR            | Olivier Besancenot      | 290    | 1,23 %     |        |            |  |  |
|                | DL             | Alain Madelin           | 241    | 1,02 %     |        |            |  |  |
|                | FRS            | Christine Boutin        | 159    | 0,67 %     |        |            |  |  |
|                | MNR            | Bruno Mégret            | 150    | 0,63 %     |        |            |  |  |
|                | Cap21          | Corinne Lepage          | 143    | 0,6 %      |        |            |  |  |
|                | CPNT           | Jean Saint-Josse        | 143    | 0,6 %      |        |            |  |  |
|                | PCF            | Robert Hue              | 88     | 0,37 %     |        |            |  |  |
|                | PT             | Daniel Gluckstein       | 37     | 0,16 %     |        |            |  |  |
|                |                |                         |        |            |        |            |  |  |
|                |                |                         | Nombre | % inscrits | Nombre | % inscrits |  |  |
| Inscrits       | Inscrits       | Inscrits                | 51 787 |            | 51 790 |            |  |  |
| Abstentions    | Abstentions    | Abstentions             | 27 571 | 53,24 %    | 28 451 | 54,94 %    |  |  |
| Votants        | Votants        | Votants                 | 24 216 | 46,76 %    | 23 339 | 45,06 %    |  |  |
|                |                |                         |        |            |        |            |  |  |
|                |                |                         |        | % votants  |        | % votants  |  |  |
| Blancs ou nuls | Blancs ou nuls | Blancs ou nuls          | 552    | 2,28 %     | 1 197  | 5,13 %     |  |  |
| Exprimés       | Exprimés       | Exprimés                | 23 664 | 97,72 %    | 22 142 | 94,87 %    |  |  |

### 1995
Après une nouvelle cohabitation et alors que la droite est particulièrement divisée entre Chirac et le Premier ministre Balladur, Jospin réussit à arriver en tête au premier tour de l'élection présidentielle de 1995, malgré la très lourde défaite de la gauche aux législatives de 1993. Au second tour, il est battu par Chirac.
En Guyane, Jacques Chirac arrive en tête du premier tour avec 39,84 % des exprimés, suivi de Lionel Jospin (24,15 %), Édouard Balladur (16,88 %), Jean-Marie Le Pen (8,08 %) et Arlette Laguiller (3,76 %). Au second tour, les électeurs ont voté à 57,43 % pour Jacques Chirac contre 42,57 % pour Lionel Jospin avec un taux de participation de 48,06 % des inscrits.
|                | RPR            | Jacques Chirac       | 6 911  | 39,84 %    | 11 126 | 57,43 %    |  |  |
|                | PS             | Lionel Jospin        | 4 190  | 24,15 %    | 8 246  | 42,57 %    |  |  |
|                | RPR            | Édouard Balladur     | 2 929  | 16,88 %    |        |            |  |  |
|                | FN             | Jean-Marie Le Pen    | 1 401  | 8,08 %     |        |            |  |  |
|                | LO             | Arlette Laguiller    | 652    | 3,76 %     |        |            |  |  |
|                | LV             | Dominique Voynet     | 456    | 2,63 %     |        |            |  |  |
|                | PCF            | Robert Hue           | 329    | 1,9 %      |        |            |  |  |
|                | MPF            | Philippe de Villiers | 324    | 1,87 %     |        |            |  |  |
|                | SP             | Jacques Cheminade    | 156    | 0,9 %      |        |            |  |  |
|                |                |                      |        |            |        |            |  |  |
|                |                |                      | Nombre | % inscrits | Nombre | % inscrits |  |  |
| Inscrits       | Inscrits       | Inscrits             | 42 473 |            | 42 453 |            |  |  |
| Abstentions    | Abstentions    | Abstentions          | 24 244 | 57,08 %    | 22 052 | 51,94 %    |  |  |
| Votants        | Votants        | Votants              | 18 229 | 42,92 %    | 20 401 | 48,06 %    |  |  |
|                |                |                      |        |            |        |            |  |  |
|                |                |                      |        | % votants  |        | % votants  |  |  |
| Blancs ou nuls | Blancs ou nuls | Blancs ou nuls       | 881    | 4,83 %     | 1 029  | 5,04 %     |  |  |
| Exprimés       | Exprimés       | Exprimés             | 17 348 | 95,17 %    | 19 372 | 94,96 %    |  |  |

### 1988
Après deux ans de cohabitation, Mitterrand affronte le Premier ministre Chirac lors de l'élection présidentielle de 1988. Le Pen obtient au premier tour un score jusque-là sans précédent pour un parti d'extrême droite. Au second tour, Mitterrand est facilement réélu.
En Guyane, François Mitterrand arrive en tête du premier tour avec 51,94 % des exprimés, suivi de Jacques Chirac (30,56 %), Raymond Barre (9,16 %), Jean-Marie Le Pen (4,71 %) et Antoine Waechter (1,17 %). Au second tour, les électeurs ont voté à 60,39 % pour François Mitterrand contre 39,61 % pour Jacques Chirac avec un taux de participation de 63,5 % des inscrits.
|                | PS             | François Mitterrand | 8 495  | 51,94 %    | 11 291 | 60,39 %    |  |  |
|                | RPR            | Jacques Chirac      | 4 998  | 30,56 %    | 7 406  | 39,61 %    |  |  |
|                | UDF            | Raymond Barre       | 1 498  | 9,16 %     |        |            |  |  |
|                | FN             | Jean-Marie Le Pen   | 771    | 4,71 %     |        |            |  |  |
|                | LV             | Antoine Waechter    | 191    | 1,17 %     |        |            |  |  |
|                | LO             | Arlette Laguiller   | 148    | 0,9 %      |        |            |  |  |
|                | PCF            | André Lajoinie      | 112    | 0,68 %     |        |            |  |  |
|                | PSU-LCR        | Pierre Juquin       | 105    | 0,64 %     |        |            |  |  |
|                | MPPT           | Pierre Boussel      | 38     | 0,23 %     |        |            |  |  |
|                |                |                     |        |            |        |            |  |  |
|                |                |                     | Nombre | % inscrits | Nombre | % inscrits |  |  |
| Inscrits       | Inscrits       | Inscrits            | 30 216 |            | 30 207 |            |  |  |
| Abstentions    | Abstentions    | Abstentions         | 13 295 | 44 %       | 11 025 | 36,5 %     |  |  |
| Votants        | Votants        | Votants             | 16 921 | 56 %       | 19 182 | 63,5 %     |  |  |
|                |                |                     |        |            |        |            |  |  |
|                |                |                     |        | % votants  |        | % votants  |  |  |
| Blancs ou nuls | Blancs ou nuls | Blancs ou nuls      | 565    | 3,34 %     | 485    | 2,53 %     |  |  |
| Exprimés       | Exprimés       | Exprimés            | 16 356 | 96,66 %    | 18 697 | 97,47 %    |  |  |

### 1981
Lors de l'élection présidentielle de 1981, Giscard d'Estaing arrive en tête au premier tour et affronte, comme la fois précédente, Mitterrand. Pour la première fois, un président sortant est battu : Mitterrand devient le premier président de gauche de la Ve République.
En Guyane, Valéry Giscard d'Estaing arrive en tête du premier tour avec 42,87 % des exprimés, suivi de Jacques Chirac (27,91 %), François Mitterrand (21,2 %), Brice Lalonde (1,86 %) et Georges Marchais (1,47 %). Au second tour, les électeurs ont voté à 53,07 % pour Valéry Giscard d'Estaing contre 33,68 % pour François Mitterrand avec un taux de participation de 52,78 % des inscrits.
|                | UDF            | Valéry Giscard d'Estaing | 4 215  | 42,87 %    | 7 857  | 66,32 %    |  |  |
|                | RPR            | Jacques Chirac           | 2 744  | 27,91 %    |        |            |  |  |
|                | PS             | François Mitterrand      | 2 084  | 21,2 %     | 3 990  | 33,68 %    |  |  |
|                | MEP            | Brice Lalonde            | 183    | 1,86 %     |        |            |  |  |
|                | PCF            | Georges Marchais         | 145    | 1,47 %     |        |            |  |  |
|                | LO             | Arlette Laguiller        | 115    | 1,17 %     |        |            |  |  |
|                | DVD            | Marie-France Garaud      | 107    | 1,09 %     |        |            |  |  |
|                | MRG            | Michel Crépeau           | 103    | 1,05 %     |        |            |  |  |
|                | DVD            | Michel Debré             | 75     | 0,76 %     |        |            |  |  |
|                | PSU            | Huguette Bouchardeau     | 60     | 0,61 %     |        |            |  |  |
|                |                |                          |        |            |        |            |  |  |
|                |                |                          | Nombre | % inscrits | Nombre | % inscrits |  |  |
| Inscrits       | Inscrits       | Inscrits                 | 23 003 |            | 22 978 |            |  |  |
| Abstentions    | Abstentions    | Abstentions              | 12 883 | 56,01 %    | 10 850 | 47,22 %    |  |  |
| Votants        | Votants        | Votants                  | 10 120 | 43,99 %    | 12 128 | 52,78 %    |  |  |
|                |                |                          |        |            |        |            |  |  |
|                |                |                          |        | % votants  |        | % votants  |  |  |
| Blancs ou nuls | Blancs ou nuls | Blancs ou nuls           | 289    | 2,86 %     | 281    | 2,32 %     |  |  |
| Exprimés       | Exprimés       | Exprimés                 | 9 831  | 97,14 %    | 11 847 | 97,68 %    |  |  |

### 1974
L'élection présidentielle de 1974 est une élection anticipée à la suite de la mort de Pompidou. Mitterrand, candidat unique de la gauche, est largement en tête au premier tour devant Giscard d'Estaing, qui distance lui-même Chaban-Delmas. Au terme d'une campagne animée, marquée par un débat télévisé tendu, Giscard d'Estaing l'emporte avec une très courte avance.
En Guyane, François Mitterrand arrive en tête du premier tour avec 42,51 % des exprimés, suivi de Jacques Chaban-Delmas (36,57 %), Valéry Giscard d'Estaing (17,35 %), Arlette Laguiller (1,28 %) et Jean Royer (0,59 %). Au second tour, les électeurs ont voté à 53,07 % pour Valéry Giscard d'Estaing contre 46,93 % pour François Mitterrand avec un taux de participation de 58,07 % des inscrits.
|                | PS             | François Mitterrand      | 3 626  | 42,51 %    | 4 785  | 46,93 %    |  |  |
|                | UDR            | Jacques Chaban-Delmas    | 3 119  | 36,57 %    |        |            |  |  |
|                | FNRI           | Valéry Giscard d'Estaing | 1 480  | 17,35 %    | 5 410  | 53,07 %    |  |  |
|                | LO             | Arlette Laguiller        | 109    | 1,28 %     |        |            |  |  |
|                | DVD            | Jean Royer               | 50     | 0,59 %     |        |            |  |  |
|                | ÉCO            | René Dumont              | 31     | 0,36 %     |        |            |  |  |
|                | MFE            | Jean-Claude Sebag        | 24     | 0,28 %     |        |            |  |  |
|                | FN             | Jean-Marie Le Pen        | 23     | 0,27 %     |        |            |  |  |
|                | FCR            | Alain Krivine            | 19     | 0,22 %     |        |            |  |  |
|                | MDSF           | Émile Muller             | 19     | 0,22 %     |        |            |  |  |
|                | NAR            | Bertrand Renouvin        | 17     | 0,2 %      |        |            |  |  |
|                |                |                          |        |            |        |            |  |  |
|                |                |                          | Nombre | % inscrits | Nombre | % inscrits |  |  |
| Inscrits       | Inscrits       | Inscrits                 | 17 888 |            | 17 867 |            |  |  |
| Abstentions    | Abstentions    | Abstentions              | 9 141  | 51,1 %     | 7 492  | 41,93 %    |  |  |
| Votants        | Votants        | Votants                  | 8 747  | 48,9 %     | 10 375 | 58,07 %    |  |  |
|                |                |                          |        |            |        |            |  |  |
|                |                |                          |        | % votants  |        | % votants  |  |  |
| Blancs ou nuls | Blancs ou nuls | Blancs ou nuls           | 218    | 2,49 %     | 180    | 1,73 %     |  |  |
| Exprimés       | Exprimés       | Exprimés                 | 8 529  | 97,51 %    | 10 195 | 98,27 %    |  |  |

### 1969
L'élection présidentielle de 1969 est une élection anticipée à la suite de la démission de De Gaulle. La gauche se lance désunie dans la course et, bien que Duclos (PCF) manque de le devancer, c'est le président par intérim Poher qui accède au second tour face à l'ex-Premier ministre Pompidou. Alors que Duclos refuse d'appeler à voter au second tour pour « bonnet blanc ou blanc bonnet », Pompidou est finalement largement élu.
En Guyane, Georges Pompidou arrive en tête du premier tour avec 69,55 % des exprimés, suivi de Alain Poher (22,83 %), Jacques Duclos (2,66 %), Gaston Defferre (2,49 %) et Alain Krivine (1,07 %). Au second tour, les électeurs ont voté à 73,58 % pour Georges Pompidou contre 26,42 % pour Alain Poher avec un taux de participation de 46,61 % des inscrits.
|                | UDR            | Georges Pompidou | 5 249  | 69,55 %    | 5 666  | 73,58 %    |  |  |
|                | CD             | Alain Poher      | 1 723  | 22,83 %    | 2 034  | 26,42 %    |  |  |
|                | PCF            | Jacques Duclos   | 201    | 2,66 %     |        |            |  |  |
|                | SFIO           | Gaston Defferre  | 188    | 2,49 %     |        |            |  |  |
|                | LC             | Alain Krivine    | 81     | 1,07 %     |        |            |  |  |
|                | PSU            | Michel Rocard    | 78     | 1,03 %     |        |            |  |  |
|                | DVG            | Louis Ducatel    | 27     | 0,36 %     |        |            |  |  |
|                |                |                  |        |            |        |            |  |  |
|                |                |                  | Nombre | % inscrits | Nombre | % inscrits |  |  |
| Inscrits       | Inscrits       | Inscrits         | 16 872 |            | 16 864 |            |  |  |
| Abstentions    | Abstentions    | Abstentions      | 9 163  | 54,31 %    | 9 003  | 53,39 %    |  |  |
| Votants        | Votants        | Votants          | 7 709  | 45,69 %    | 7 861  | 46,61 %    |  |  |
|                |                |                  |        |            |        |            |  |  |
|                |                |                  |        | % votants  |        | % votants  |  |  |
| Blancs ou nuls | Blancs ou nuls | Blancs ou nuls   | 162    | 2,1 %      | 161    | 2,05 %     |  |  |
| Exprimés       | Exprimés       | Exprimés         | 7 547  | 97,9 %     | 7 700  | 97,95 %    |  |  |

### 1965
L'élection présidentielle de 1965 est la première élection au suffrage universel direct à la suite du référendum d'octobre 1962. De Gaulle est mis en ballottage, à la surprise générale, par Mitterrand, candidat unique de la gauche. La campagne du second tour est axée sur l'Europe et les relations internationales ainsi que sur l'armement nucléaire. De Gaulle est finalement réélu avec une large avance.
En Guyane, Charles de Gaulle arrive en tête du premier tour avec 67,74 % des exprimés, suivi de François Mitterrand (27,49 %), Jean-Louis Tixier-Vignancour (2,23 %), Jean Lecanuet (1,39 %) et Marcel Barbu (0,63 %). Au second tour, les électeurs ont voté à 69,21 % pour Charles de Gaulle contre 30,79 % pour François Mitterrand avec un taux de participation de 66,09 % des inscrits.
|                | UNR-UDT        | Charles de Gaulle            | 6 034  | 67,74 %    | 6 635  | 69,21 %    |  |  |
|                | CIR            | François Mitterrand          | 2 449  | 27,49 %    | 2 952  | 30,79 %    |  |  |
|                | CTV            | Jean-Louis Tixier-Vignancour | 199    | 2,23 %     |        |            |  |  |
|                | MRP            | Jean Lecanuet                | 124    | 1,39 %     |        |            |  |  |
|                | DVG            | Marcel Barbu                 | 56     | 0,63 %     |        |            |  |  |
|                | PLE            | Pierre Marcilhacy            | 46     | 0,52 %     |        |            |  |  |
|                |                |                              |        |            |        |            |  |  |
|                |                |                              | Nombre | % inscrits | Nombre | % inscrits |  |  |
| Inscrits       | Inscrits       | Inscrits                     | 14 690 |            | 14 733 |            |  |  |
| Abstentions    | Abstentions    | Abstentions                  | 5 599  | 38,11 %    | 4 996  | 33,91 %    |  |  |
| Votants        | Votants        | Votants                      | 9 091  | 61,89 %    | 9 737  | 66,09 %    |  |  |
|                |                |                              |        |            |        |            |  |  |
|                |                |                              |        | % votants  |        | % votants  |  |  |
| Blancs ou nuls | Blancs ou nuls | Blancs ou nuls               | 183    | 2,01 %     | 150    | 1,54 %     |  |  |
| Exprimés       | Exprimés       | Exprimés                     | 8 908  | 97,99 %    | 9 587  | 98,46 %    |  |  |